# Avery Brooks
Avery Franklin Brooks, född 2 oktober 1948 i Evansville, Indiana, är en amerikansk skådespelare inom teater och film och opera- och jazzsångare. Brooks är kanske mest känd för sin huvudroll som Benjamin Sisko i science fiction-TV-serien Star Trek: Deep Space Nine och som Hawk i TV-serierna Spenser: For Hire och A Man Called Hawk.

## Filmografi
- 2001 – 15 Minutes
- 1998 – American History X
- 1998 – The Big Hit